# Праздник Севера
Пра́здник Се́вера (неофициальное название — Поля́рная Олимпиа́да) — спортивные соревнования по зимним видам спорта, проводящиеся ежегодно в начале весны (март-апрель) в Мурманской области. Соревнования проводятся среди участников из разных стран, как любителей, так и профессионалов.

## История
Начало традиции было положено 30 марта 1934 года, соревнования проводились только среди лыжников. На первом Празднике Севера состязались 86 лыжников из пяти городов России — Мурманска, Ленинграда, Москвы, Петрозаводска и Вологды, — участвовавших как в классических лыжных гонках, так и в массовых кроссах и специальных соревнованиях по военизированной программе, объединявшей лыжные гонки со стрельбой, своеобразное подобие биатлона.
В 1937 году в список проводимых на празднике соревнований были включены гонки на оленьих упряжках, проводящиеся и в наше время, и горнолыжный слалом.
С 1939 года начали проводиться соревнования по хоккею с мячом среди мужчин.
Традиция проведения Праздника Севера не была прервана даже Второй мировой войной, когда спортсмены прибывали на соревнования прямиком с фронта. На годы войны пришлась юбилейная, десятая Олимпиада, победителю которой было присвоено почётное звание «Абсолютный чемпион Праздника Севера». Кроме того, в годы войны к гонкам на оленьих упряжках были добавлены соревнования по перевозке грузов на оленях (600 килограмм на 5 километров), а в 1945 году — буксировка лыжника оленями.
С 1961 года, помимо спортивных соревнований для взрослых, начали проводиться юниорские состязания — Праздник Севера школьников, а в 1962 году к проводимым видам спорта добавился хоккей с шайбой.
В 1970 году Праздник Севера был присоединён к календарю международных спортивных мероприятий, что сильно повлияло на его популярность. На Полярную Олимпиаду приезжали участники из Болгарии, Венгрии, ГДР, Польши, Чехословакии, Италии, Норвегии, ФРГ, Швеции, Финляндии, США, Южной Кореи и многих других стран мира.
В 1971 году были впервые проведены соревнования среди парашютистов. На сороковом Празднике Севера, в 1974 году, начали проводиться соревнования по биатлону и массовому лыжному марафону, в котором приняли участие более 600 спортсменов, любителей и профессионалов. Победителем тогда стал Иван Гаранин из Казахской ССР. С 1984 года Праздник Севера перенял у Олимпийских игр традицию олимпийского огня, зажигаемого с тех пор на Центральном стадионе Мурманска.

## Современный Праздник Севера
В последние годы всё популярней становятся соревнования по экстремальным видам спорта: скалолазание, зимний кайтинг, зимний виндсёрфинг и т. п. Из других нетрадиционных видов спорта можно отметить футбол на снегу, зимнее плавание и соревнования по лову рыбы зимними удочками. На 70-й олимпиаде в 2004 году были проведены также соревнования по зимнему спортивному ориентированию, ледовых гонках на автомобилях, натурбану, авиамодельному спорту и мотокроссу.
Изначально Праздники проходили в пределах Мурманска. С повышением интереса и количества участников место проведения Олимпиады было перенесено в Долину Уюта — спортивный комплекс и лесной массив в Первомайском округе Мурманска. Часть соревнований проводятся за пределами города или в других городах области (Апатиты, Кировск, Полярные Зори, Раякоски и другие).
В 2010 году в ходе 76-го Праздника Севера были проведены соревнования в девяти основных дисциплинах: зимний виндсёрфинг (на реке Тулома), конькобежный спорт (в Оленегорске), биатлон (в Мурманске, Долина Уюта), лыжные гонки и 50-километровый лыжный марафон (Долина Уюта), горнолыжный спорт (Полярные Зори и Кировск), хоккей с шайбой (Мурманск, Ледовый дворец спорта), зимнее плавание (Мурманск, Семёновское озеро) и визитная карточка мероприятия — соревнования оленеводов (Долина Уюта). Церемония торжественного открытия 76-го Праздника Севера состоялась вечером 20 марта на площади Пяти Углов — центральной площади Мурманска, закрытие намечено на 4 апреля.

## Лыжня Дружбы
Ещё одной примечательной составляющей Праздника Севера является так называемая Лыжня дружбы (Раякоски) — лыжные гонки, проходящие по территории трёх государств — России, Норвегии и Финляндии и стартующие в Раякоски — небольшом посёлке на самой границе России и Норвегии. Лыжня дружбы проводится ежегодно с 1994 года, участие в ней может принять как профессиональный лыжник, так и любитель. Причём каких-либо виз и загранпаспортов для участия в забеге не нужно. Мероприятие привлекает каждый год много участников, в 2008 году, например, участие в лыжной гонке приняло 1411 человек, в том числе начальник УФСБ России по Мурманской области, президент областной федерации биатлона генерал-майор Валерий Федоров, генеральный консул Норвегии в Мурманской области Руне Осхейм и многие другие известные личности. В 2010 году желающих принять участие было более 2500 человек.

## Прочие факты
- Комментатором 22-го Праздника Севера, прошедшего в 1956 году, был Вадим Синявский — известный советский журналист, радиокомментатор, основоположник советской школы спортивного радиорепортажа[2].
- В 2009 году Праздник Севера вошёл в список победителей конкурса «7 чудес на краю света», проводимого региональной Мурманской телекомпанией ТВ-21 путём народного голосования[9].
- Единственным семикратным победителем лыжного марафона является Сергей Долидович из Белоруссии (в 1998, 2007, 2008, 2009, 2011, 2012 и 2013 годах). Лучшей среди женщин является Юлия Чепалова из Хабаровска, побеждавшая в 1995, 1996 и 2004 годах[2].
- Лыжный марафон Праздника Севера является одним из самых массовых[10] в России и входит в ассоциации Russialoppet, Союз марафонов «Лыжная Россия» и европейскую Euroloppet (c 1998 по 2009 год[11] и с 2015[12])